# Cenopalpus japonicus
Cenopalpus japonicus är en spindeldjursart som beskrevs av Hasan, Akbar och Khalid 200. Cenopalpus japonicus ingår i släktet Cenopalpus och familjen Tenuipalpidae. Inga underarter finns listade i Catalogue of Life.